# Taft Correctional Institution
Taft Correctional Institution (Taft CI) var ett federalt fängelse för manliga intagna och var belägen i Taft, Kalifornien i USA. Fängelset förvarade intagna som var klassificerade för säkerhetsnivåerna "låg" och "öppen anstalt". Den hade kapacitet att förvara totalt 2 500 intagna. Taft CI ägdes av det federala kriminalvårdsmyndigheten Federal Bureau of Prisons (BOP) medan det drevs av det privata företaget Management and Training Corporation (MTC).

## Historik
År 1996 fick BOP i uppdrag av USA:s representanthus att utföra ett projekt om att visa på hur federal fängelse skulle se ut om privat aktör skulle driva det. Staden Taft hade valts ut till att ha det federala projektfängelset. Det invigdes 1997 och den privata aktören Wackenhut Corrections (idag Geo Group) utsågs till den som skulle driva det. De drev det fram tills 2007 när MTC tog över.
I augusti 2016 meddelade USA:s justitiedepartement att alla federala fängelser, som drevs av privata aktörer, skulle fasas ut på grund av att det inte blev några större kostnadssänkningar samt att privata fängelserna tummade allt för mycket på säkerheten. Den 1 oktober 2019 meddelade BOP att Taft CI skulle stängas den 31 januari 2020 på grund av att det gick inte att ha den öppen längre eftersom den var i stor behov av renovering och myndigheten hade inte de 100 miljoner dollar som krävdes för att genomföra detta. Den 3 oktober hävdade BOP att dessa problem har varit långvariga, omkring 10–15 år tillbaka i tiden. De medgav också att det fanns bekymmer rörande geografi och seismologi för anläggningen. Dagen därpå la sig den republikanske politikern Kevin McCarthy, i USA:s representanthus, i och ifrågasatte varför fängelset skulle stängas och varför så hastigt. Han krävde att BOP skulle dra tillbaka sitt beslut. Nedstängningen flyttades senare till den 31 mars i en gest från myndigheten om att låta MTC hitta ett alternativ till att hålla fängelset öppet. Den 24 mars förlängdes nedstängningen ytterligare en månad, det gick dock inte att rädda Taft CI utan fängelset stängdes den 30 april för gott.

## Intagna
Personer som var intagna på Taft CI var bland andra Jordan Belfort och Tommy Chong.